# Климово (Великоустюгский район)
Климово — деревня в Великоустюгском районе Вологодской области.
Входит в состав Самотовинского сельского поселения, с точки зрения административно-территориального деления — в Самотовинский сельсовет. До 2001 года входила в Луженгский сельсовет.
Расстояние до районного центра Великого Устюга по автодороге — 32 км, до центра муниципального образования Новатора по прямой — 18 км. Ближайшие населённые пункты — Прислон, Савино, Царева Гора.
По переписи 2002 года население — 3 человека.